# Bellampalle
Bellampalle (o Bellampalli) è una suddivisione dell'India, classificata come municipality, di 66.660 abitanti, situata nel distretto di Adilabad, nello stato federato del Telangana. In base al numero di abitanti la città rientra nella classe II (da 50.000 a 99.999 persone).

## Società

### Evoluzione demografica
Al censimento del 2001 la popolazione di Bellampalle assommava a 66.660 persone, delle quali 33.765 maschi e 32.895 femmine. I bambini di età inferiore o uguale ai sei anni assommavano a 7.014, dei quali 3.588 maschi e 3.426 femmine. Infine, coloro che erano in grado di saper almeno leggere e scrivere erano 43.380, dei quali 24.718 maschi e 18.662 femmine.